# Blikk
Blikk je maďarský bulvární tiskový deník vycházející v Maďarsku od 1. března 1994. Jeho vydavatelem je Ringier Hungary Kft. patřící do švýcarského mediálního koncernu Ringier AG. 

## Šéfredaktoři
- 1994–1996: Péter Tőke
- 1996–1997: Tamás Ligeti Nagy
- 1997–2004: Ferenc Pallagi
- 2004–2006: Gábor Fejes
- 2006–2014: Marcell Murányi
- 2014–2016: Balázs Kolossváry
- 2016–2020: Norbert Gedei
- 2020–    : Balázs Kolossváry[2]